# 塞尔方丹
塞尔方丹（法語：Cerfontaine，法語發音：[sɛʁfɔ̃tɛn]）是比利时瓦隆大区那慕爾省菲利普维尔区的一个市镇，西与埃諾省接壤，通行法语，是比利时法语社群的一部分，面积83.45平方千米，人口4,927人（2018年1月1日）。

## 友好城市
- 法國 乌尔斯河畔勒塞